# Матгамайн мак Кеннетиг
Матгамайн мак Кеннетиг (ирл. Mathgamain mac Cennétig; убит в 976) — король Томонда (953—976) и король Мунстера (969—976), старший брат Бриана Бору. Родоначальник рода Макмэн в графстве Клэр в Западной Ирландии (Томонде).

## Биография
Матгамайн был одним из сыновей Кеннетига мак Лоркайна, короля Томонда из рода Дал Кайс (Северный Мунстер). Клан Дал Кайс враждовал с более крупным кланом Эоганахтов, которые занимали королевский трон Мунстера.
В 951 году, после смерти Кеннетига мак Лоркайна, королём Томонда стал Лахтна, старший брат Матгамайна. В 953 году Лахтна мак Кеннетиг был убит враждебными кланами. После его гибели Матгамайн мак Кеннетиг занял королевский трон Томонда (Туатмуму).
После смерти короля Мунстера Доннхада мак Келлахайна (961—963) Матгамайн стал претендентом на престол Мунстера. В 967 году в «Анналах Ульстера» Матгамайн называется «королём Кашела». Здесь же сообщается о его победе над королём Лимерика Иваром в битве при Сулкойте. После победы Матгамайн разорил и сжёг Лимерик, столицу Ивара.
В 969 году Матгамайн мак Кеннетиг стал королём Мунстера, победив своего соперника Маэлмуада мак Брайна, представителя рода Эоганахтов.
В 976 году король Мунстера Матгамайн был захвачен в плен Донованом мак Кахаллом (умер в 980 году), королём Уи Фидгенти, заключившим союз с королём Лимерика Иваром. Род Уи Фидгенти вёл борьбу с родом Дал Кайс за контроль над спорными землями. Донован передал пленного Матгамайна его противнику и бывшему королю Мунстера Маэл Муаду мак Брайну, который приказал его умертвить. После плена и убийства Матгамайна мак Кеннетига Маэлмуад мак Брайн занял королевский трон Мунстера и правил два года.
После гибели Матгамайна его младший брат и правитель Томонда Бриан Бору возглавил клан Дал Кайс, продолжив борьбу с Эоганахтами и их союзниками — викингами. В 977 году по приказу Бриана Бору были убиты король Лимерика Ивар и двое его сыновей на острове Скаттери (Иниш Катах).
У Матгамайна остался, по меньшей мере, один сын: Аэд (умер в 1011 году), который с 980 года по приказу своего дяди Бриана Бору находился в заключении.